# From a Whisper
From a Whisper (traducida como Desde el silencio) es una película de Kenia de 2008, dirigida por Wanuri Kahiu.

## Sinopsis
Desde el silencio está basada en los acontecimientos que siguieron al ataque contra la Embajada de Estados Unidos en Nairobi el 7 de agosto de 1998. Abu es un agente secreto que nunca expresa sus emociones. Conoce a Tamani, una joven artista rebelde que busca a su madre, y decide ayudarla. Averigua que la madre ha muerto y esto reaviva el recuerdo de Fareed, su mejor amigo, que también falleció durante el atentado. Estos hechos enseñan a Abu y a Tamani a perdonar, a tener más confianza en sí mismos y a afrontar lo que más temen: la verdad.

## Premios
- Festival Internacional de Zanzíbar 2009
- Festival Internacional de Kenia 2009
- Africa Movie Academy Awards 2010